# Боја пурпура (филм из 2023)
Боја пурпура (енгл. The Color Purple) је амерички мјузикл и периодични драмски филм из 2023. у режији Блиц Базавулеа. Сценарио Маркуса Гардлија заснован је на истоименом мјузиклу, који је заузврат заснован на истоименом роману списатељице Алис Вокер из 1982. године. То је друга филмска адаптација романа, након филма из 1985. године у режији Стивена Спилберга и продукцији Спилберга и Квинсија Џонса. Спилберг и Џонс се враћају као продуценти за филм из 2023, заједно са његовим бродвејским продуцентима Скотом Сандерсом и Опром Винфри, која је такође глумила у филму из 1985. године.
У филму глуме Тараџи П. Хенсон, Данијела Брукс, Колман Доминго, Кори Хокинс, H.E.R., Хале Бејли, Филисија Перл Мпаси и Фантазија Барино у свом филмском дебију. Брукс и Барино понављају своје улоге из продукције сценског мјузикла. Прича прати Сили, Афроамериканки која се суочава са тешкоћама живота са насилним мужем и животу на америчком југу током раних 1900-их.
Боја пурпура је премијерно приказана у Лондону 20. новембра 2023. године, а објављена је у Сједињеним Америчким Државама 25. децембра 2023. од стране Warner Bros. Pictures. Иако је добио позитивне критике од критичара, био је лош на благајнама и зарадио је 67,5 милиона долара уз буџет од 90-100 милиона долара. Данијела Брукс је похваљена за своју глуму, примивши номинације за Оскара, награду БАФТА, награду Златни глобус и награду Удружења филмских глумаца за најбољу споредну глумицу. На 55. NAACP Image Awards, филм је освојио рекордних једанаест награда од шеснаест номинација, укључујући за најбољи филм и глумце за Барино, Хенсона, Доминга и глумачку екипу.